# دائرة الرحوية
دائرة الرحوية إحدى دوائر  ولاية تيارت الجزائرية .  عاصمتها هي الرحوية  وتضم بلديات: 
- الرحوية
- قرطوفة